# Kinoshita Group Japan Open Tennis Championships 2024
Das Kinoshita Group Japan Open Tennis Championships 2024 war der Name eines Tennisturniers der WTA Tour 2024 für Damen sowie eines Tennisturniers der ATP Tour 2024 für Herren. Das Damenturnier fand vom 14. bis 20. Oktober 2024 in Osaka, das Herrenturnier vom 25. September bis 1. Oktober 2024 in der Präfektur Tokio statt.

## Herrenturnier
→ Qualifikation: Kinoshita Group Japan Open Tennis Championships 2024/Herren/Qualifikation

## Damenturnier
→ Qualifikation: Kinoshita Group Japan Open Tennis Championships 2024/Damen/Qualifikation